# Gondrecourt-Aix
 Gondrecourt-Aix  es una población y comuna francesa, en la región de Lorena, departamento de Meurthe y Mosela, en el distrito de Briey y cantón de Conflans-en-Jarnisy.

## Demografía
| 235 | 169 | 141 | 137 | 143 | 146 |
| Para los censos de 1962 a 1999 la población legal corresponde a la población sin duplicidades (Fuente: INSEE [Consultar]) |     |     |     |     |     |